# Эбботт, Агнес
Агнес Эбботт (англ. Agnes Abbatt, полное имя Agnes Dean Abbatt; 1847—1917) — американская художница и педагог.
Стала второй женщиной США, избранной в Американское общество акварелистов (1880).

## Биография
Родилась 23 июня 1847 года в Нью-Йорке в семье Уильяма Эббота и Агнес Алисы Дин. Её предки покинули Англию в конце XVIII века и обосновалась в городе Плезант-Вэлли, штат Нью-Йорк, где родился её отец. Мать Агнес была французской гугеноткой. Бабушка Агнес была художницей-любительницей и поощряла всех своих внуков изучать искусство, но девочка оказалась единственной из внуков, занявшись искусством профессионально.
Агнес Эббот поступила в 1873 году в Cooper Union и в первый же год получила медаль за рисунок головы Аякса. Это привело к тому, что её приняли для продолжения обучения в Национальной академии дизайна. В конце первого года обучения её первый полнометражный рисунок был отобран для выставки. Однако, проучившись год, Агнес решила, что не хочет быть художницей-портретисткой, и ушла из академии чтобы изучать пейзаж. Училась у художников-пейзажистов Джеймса Смилли и Роберта Гиффорда.
В 1875 году две её первые картины — акварели с изображением цветов, были выставлены в Бруклинском арт-клубе (Brooklyn Art Club), где они были приобретены. Художница продолжала рисовать цветы и натюрморты, затем перешла к пейзажам и прибрежным видам штатов Нью-Йорк, Мэн и Массачусетс. В 1880 году она выставила очередную свою работу — «When Autumn Turns the Leaves» на выставке Американского общества акварелистов в Нью-Йорке. В этом же году она стала членом общества акварелистов — второй женщиной, после Кэтрин Альтфатер.
В дополнение к своей карьере художницы, Агнес Эбботт преподавала в Вашингтоне, Трое (штат Нью-Йорк) и Нью-Хейвене (штат Коннектикут). В числе её учеников была Клод Хёрст.
В конце жизни проживала в округе Уэстчестер штата Нью-Йорк. Продолжала преподавать в Нью-Йорке и писать до конца жизни. Многие работы Агнес Эбботт были выполнены вблизи её летнего дома в Уэстчестере.
Умерла 1 января 1917 года в Уэстчестере. Была похоронена на кладбище Грин-Вуд.